# هولت، قلمرو پایتختی استرالیا
هولت (به انگلیسی: Holt) یک حومه شهر در استرالیا است که در قلمرو پایتختی استرالیا واقع شده‌است.